# Dekanat Pietrowice Wielkie
Dekanat Pietrowice Wielkie – jeden z 36 dekanatów w rzymskokatolickiej diecezji opolskiej. Powstał na mocy dekretu biskupa Alfonsa Nossola z 26 sierpnia 1990 i początkowo objął swym zasięgiem dziewięć parafii: Pietrowice Wielkie, Borucin, Cyprzanów, Gamów, Krowiarki, Krzanowice, Maków, Pawłów i Samborowice, a pierwszym dziekanem został proboszcz pietrowicki Ludwik Dziech. Do 1972 na obecnym obszarze dekanatu funkcjonowały parafie zarówno (archi)diecezji ołomunieckiej (na południu) jak i (archi)diecezji wrocławskiej (później opolskiej, na północy).
W skład dekanatu wchodzi 11 parafii:
- parafia Chrystusa Króla w Bojanowie
- Parafia św. Augustyna w Borucinie
- Parafia Trójcy Świętej w Cyprzanowie
- Parafia św. Anny w Gamowie
- Parafia Narodzenia Najświętszej Maryi Panny w Krowiarkach
- Parafia św. Wacława w Krzanowicach
- Parafia św. Jana Chrzciciela w Makowie
- Parafia św. Michała Archanioła w Pawłowie
- Parafia św. Wita, Modesta i Krescencji w Pietrowicach Wielkich
- Parafia Świętej Rodziny w Samborowicach
- Parafia Podwyższenia Krzyża Świętego w Wojnowicach